# Anommatus davidi
Anommatus davidi is een keversoort uit de familie knotshoutkevers (Bothrideridae). De wetenschappelijke naam van de soort werd in 1985 gepubliceerd door Luna de Carvalho.